# De 4 helden
De 4 helden is een Belgische stripserie, getekend door François Craenhals en geschreven door Georges Chaulet. De serie verscheen oorspronkelijk in het Frans als Les 4 as. De verhalen gaan over de avonturen van vier tieners en hun hond.
De 4 helden begon als een serie van zes jeugdboeken van Chaulet, die tussen 1957 en 1962 werden uitgegeven door Casterman. Vanaf 1964 werden de verhalen ook als strip uitgegeven en de reeks had al snel succes. Craenhals en Chaulet maakten samen 39 albums, waarbij vanaf het 25e album in 1988 Jacques Debruyne meetekende. Het 40e album werd in 2003 alleen door Craenhals geschreven en getekend. Het 41e album werd in 2004 ook geschreven door Craenhals, maar nu alleen getekend door Debruyne. Craenhals overleed datzelfde jaar, waarna Chaulet het 42e verhaal schreef. Het 43e en laatste album verscheen in 2007 en werd geschreven door Sergio Salma en getekend door Alain Maury.
Alleen de eerste 23 albums zijn in het Nederlands uitgebracht.

## Hoofdpersonen
De serie draait om de avonturen van vier vrienden die zichzelf de Vier noemen: 
- Boutje (Frans: Lastic) - De alleskunner die vooral heel handig is met techniek
- Staartje (Frans: Dina) - Het meisje dat zich vooral bezighoudt met mode, make-up en huisinrichting
- Prof (Frans: Doc of Doct) - De slimmerik die veel leest en overal wel iets van weet
- Dikkie (Frans: Bouffi) - Houdt vooral van lekker eten en drinken
- Lucky (Frans: Oscar) - Een foxterriër met een zwarte ring rond zijn oog, die als huisdier altijd met de Vier mee op reis gaat

## Albums
Nederlandstalige albums
| Nr | Album                   | Jaar |
| -- | ----------------------- | ---- |
| 1  | Het zeemonster          | 1968 |
| 2  | De vliegboot            | 1968 |
| 3  | De heilige koe          | 1968 |
| 4  | De nachtelijke bezoeker | 1968 |
| 5  | De Koeroekoe            | 1969 |
| 6  | De meesterspion         | 1974 |
| 7  | De K-bom                | 1975 |
| 8  | De tiran                | 1976 |
| 9  | De sneeuwdraak          | 1976 |
| 10 | De witte hoeden         | 1977 |
| 11 | En de olympische rallye | 1978 |
| 12 | Het spookschip          | 1978 |
| 13 | De blauwe diamant       | 1979 |
| 14 | De goudkoorts           | 1979 |
| 15 | De gestolen picasso     | 1980 |
| 16 | De eenhoorn             | 1980 |
| 17 | De ijsberg              | 1981 |
| 18 | Het rampenkasteel       | 1982 |
| 19 | De tsarenschat          | 1983 |
| 20 | De grote bankroof       | 1984 |
| 21 | De tovenaar             | 1985 |
| 22 | De reuzencondor         | 1987 |
| 23 | De godin van de zeeën   | 1988 |

## Hergé
In het derde album De heilige koe maakte Kuifje een cameo. Deze cameo werd door Hergé zelf getekend.

## Bron
- Deels vertaald van de Duitstalige Wikipedia: de:Die Vier (Comic)
- Stripinfo.be - De 4 helden

## Verwijzing
1. ↑  (fr) François Craenhals (2ème partie), BDZoom.com. Gearchiveerd op 31 januari 2023.